# The Replacements (band)
The Replacements was een Amerikaanse alternatieve-rockband opgericht in Minneapolis, Minnesota. Het is opgericht in 1979 door Bob en Tommy Stinson, en Chris Mars.

## Geschiedenis
The Replacements ontstond in 1979 uit Dogbreath, het groepje van de gebroeders Bob (gitarist) en Tommy Stinson (bassist), en Chris Mars (drummer). Paul Westerberg zou zich later als zanger bij de band voegen. De jamsessies in de garage van de familie Stinson vormde de basis voor wat later The Replacements zou worden, na eerst als naam The Impediments te hebben aangenomen. De band begon als een punkgroep, om vervolgens langzaam op te schuiven in de richting van de alternatieve rockmuziek.
In 1981 verscheen hun debuutalbum, Sorry Ma, Forgot to Take Out the Trash. Hootenanny, het tweede studioalbum werd uitgebracht in 1983. Na het succes van hun derde studioalbum uit 1984, Let it Be, verhuisden ze naar een grote platenfirma, Sire Records, waarmee The Replacements een van de eerste alternatieve-rockbands waren die bij een major tekenden. Voor Sire Records brachten ze in de vorm van Tim, Pleased To Meet Me, Don’t Tell A Soul, en All Shook Down nog vier albums uit.
Bob Stinson verliet na de release van Tim de groep en werd vervangen door Slim Dunlap. Na het vertrek van Chris Mars in 1990, die werd vervangen door Steve Foley, viel de band uiteen in 1991.
De leden van de band hebben na The Replacements een solocarrière uitgebouwd. Tommy Stinson verving Duff McKagan bij Guns N' Roses in 1998. Bob Stinson richtte verschillende andere bands op, maar overleed in 1995, en Paul Westerberg werd een singer-songwriter. 
In april 2013 verscheen de ep Songs For Slim. De opbrengsten hiervan gingen naar Slim Dunlap, die na een beroerte zorgbehoevend was geworden.
Op 23 juni 2013 werd bekend dat Paul Westerberg en Tommy Stinson onder de naam The Replacements drie shows zullen spelen op het rondreizende festival Riot Fest. Ze worden begeleid door Josh Freese op drums en Dave Minehan op gitaar.
Op 18 december 2024 overleed Dunlap op 73-jarige leeftijd in Minneapolis.

## Discografie

### Studioalbums
- Sorry Ma, Forgot to Take Out the Trash (Twin/Tone 1981)
- Stink (Twin/Tone 1982)
- Hootenanny (Twin/Tone 1983)
- Let It Be (Twin/Tone 1984)
- Tim (Sire 1985)
- Pleased to Meet Me (Sire 1987)
- Don't Tell a Soul (Sire 1989)
- All Shook Down (Sire 1990)

### Compilatiealbums
- Boink! (Glass 1986)
- All For Nothing / Nothing For All (Reprise 1997)
- Don't You Know Who I Think I Was?  (Rhino 2006)

### Singles
- I'm in Trouble / If only you were lonely (Twin/Tone 1981)
- I Will Dare (Twin/Tone 1984)
- Kiss Me On The Bus (Sire 1985)
- Bastards of Young (Sire 1985)
- Alex Chilton (Sire 1987)
- The Ledge (Sire 1987)
- I'll Be You (Sire 1989)
- Achin' To Be (Sire 1989)
- Merry Go Round (Sire 1990)
- When It Began (Sire 1991)